# Ruine Iberg
Die Ruine Iberg ist eine ehemalige Höhenburg auf dem gleichnamigen Berg auf der Markung der Gemeinde Riniken im Schweizer Kanton Aargau. Sie ist heute verfallen und nur wenige Reste der Ruine sind zu erkennen.

## Geschichte der Burg
Die Burg entstand im 11. Jahrhundert auf dem nordöstlichen Rand des Ibergs. Diese erste Anlage bestand aus einem Hauptgebäude, einem Tor und zwei Nebengebäuden. Dazu hatte die Burg einen Graben, der sie vor Angriffen von Süden her schützen sollte. Da weder über die Burg noch über deren Bewohner schriftliche Zeugnisse vorliegen, sind die archäologischen Untersuchungen die einzigen Hinweise, die Aufschluss über die Burg auf dem Iberg geben. Am Ende des 12. oder zu Beginn des 13. Jahrhunderts zerstörte ein Brand die Burg. Beim Wiederaufbau wurde die Anlage durch weitere Gräben und einen Turm erweitert. Die Burg wurde jedoch noch vor Abschluss der Arbeiten verlassen. Da das Gebiet um die Burg zum grössten Teil im Besitz der Habsburger und des Klosters Murbach war, scheint eine Gründung der Burg durch die Habsburger wahrscheinlich. Es wird vermutet, dass die Burg Herrschaftsmittelpunkt einer Rodungszone am Bözberg-Gebiet war.

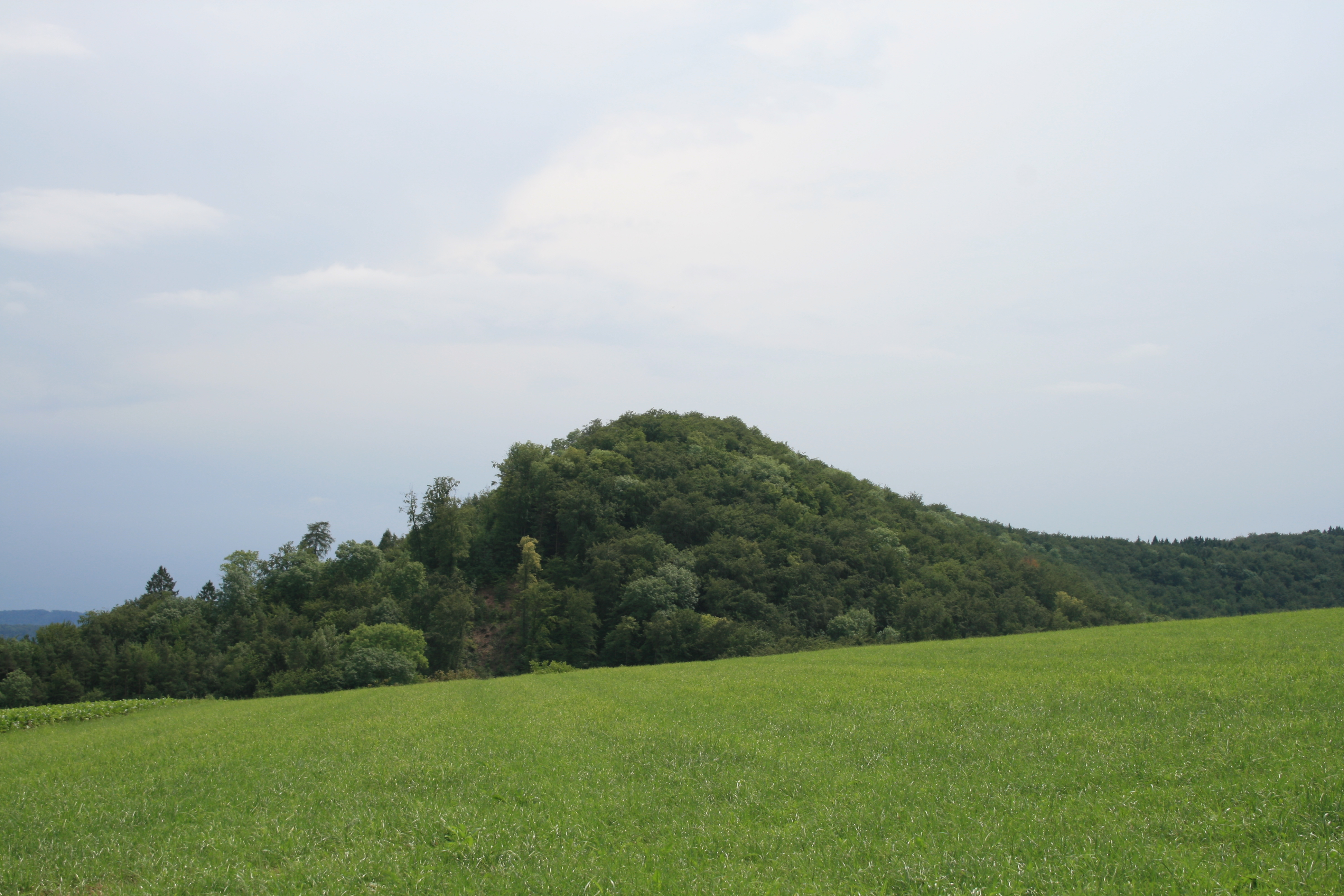
Der Iberg, auf dem die Burg errichtet wurde
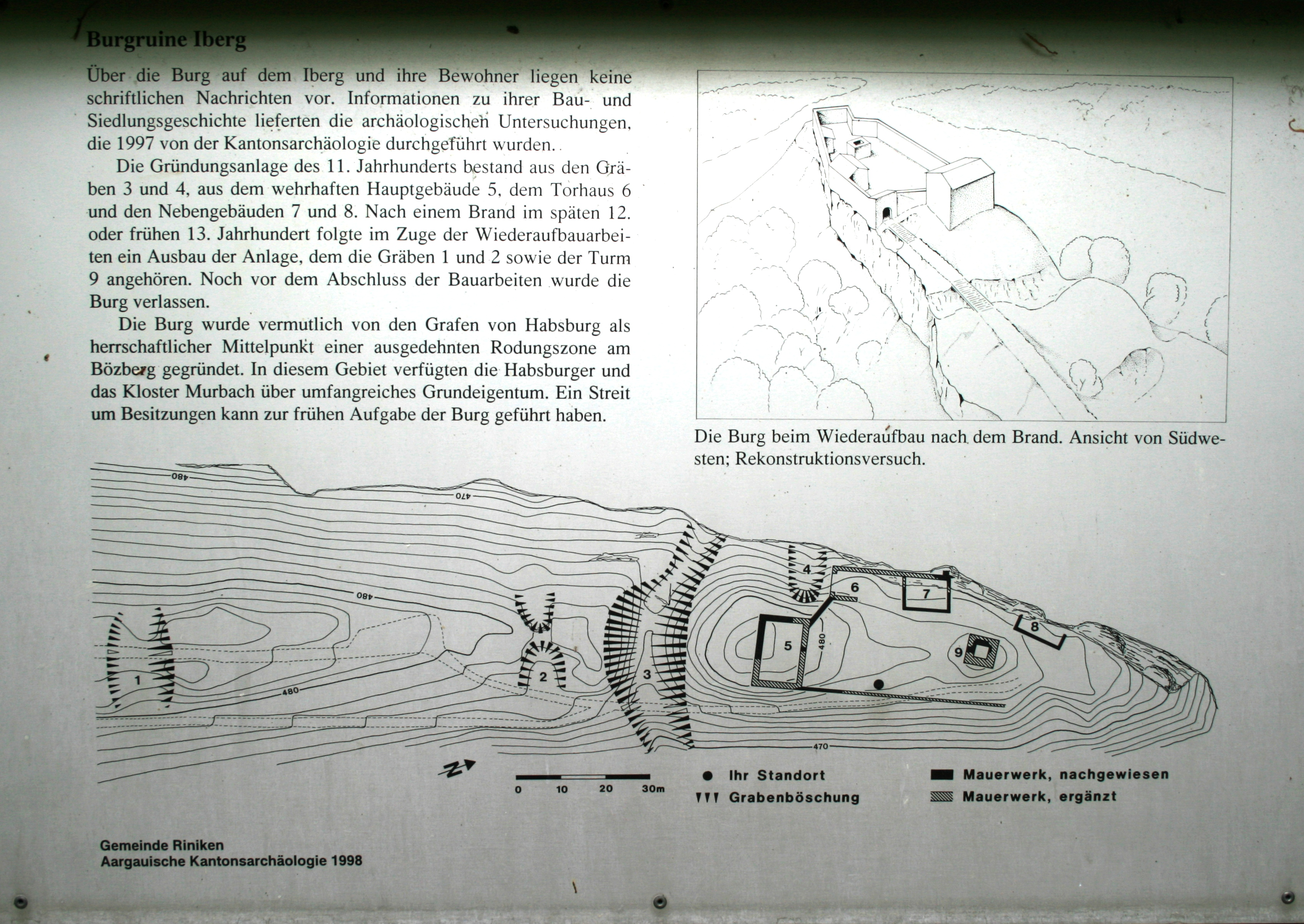
Informationstafel zur Burgruine
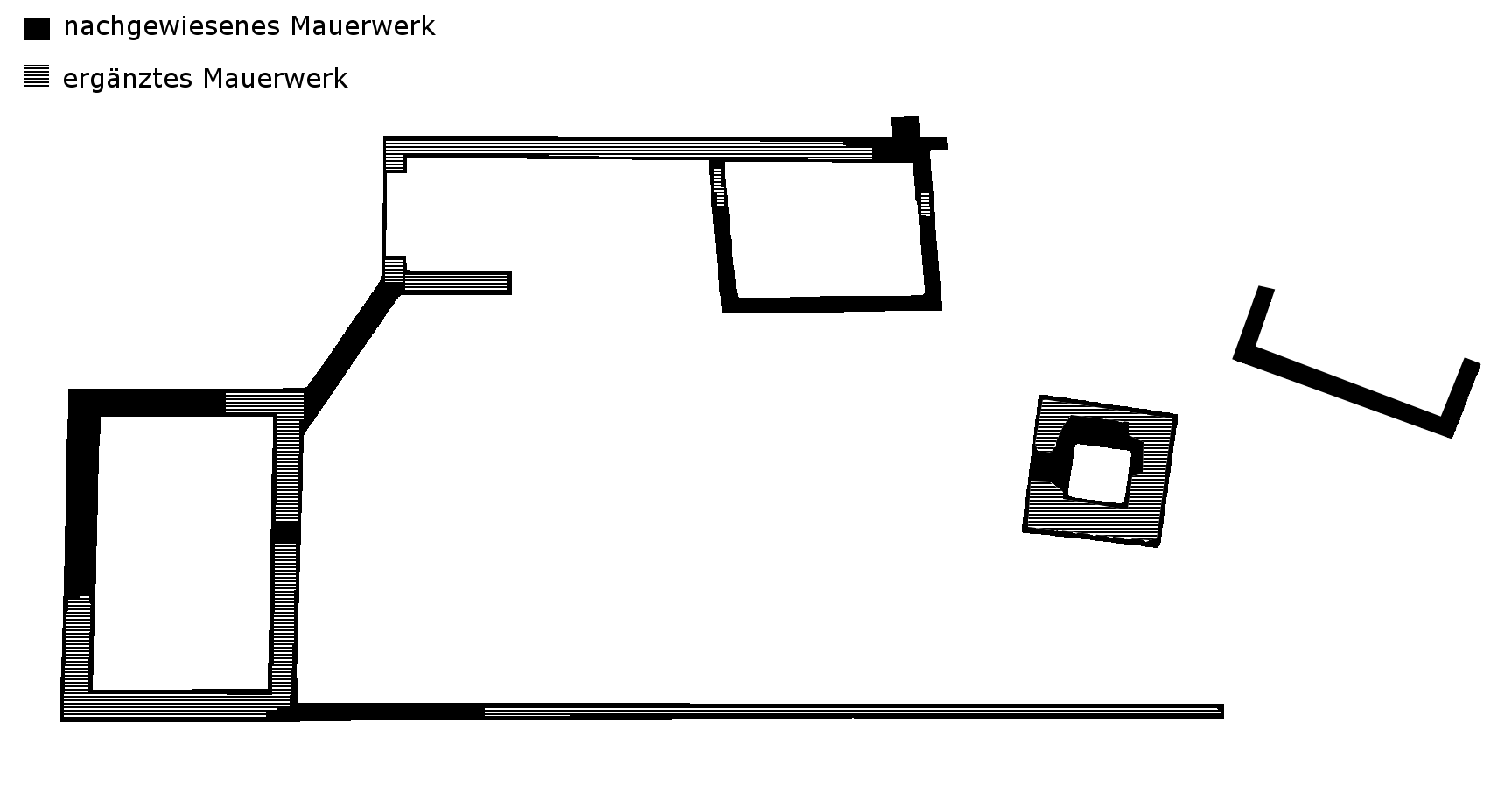
Mauerplan der Burganlage
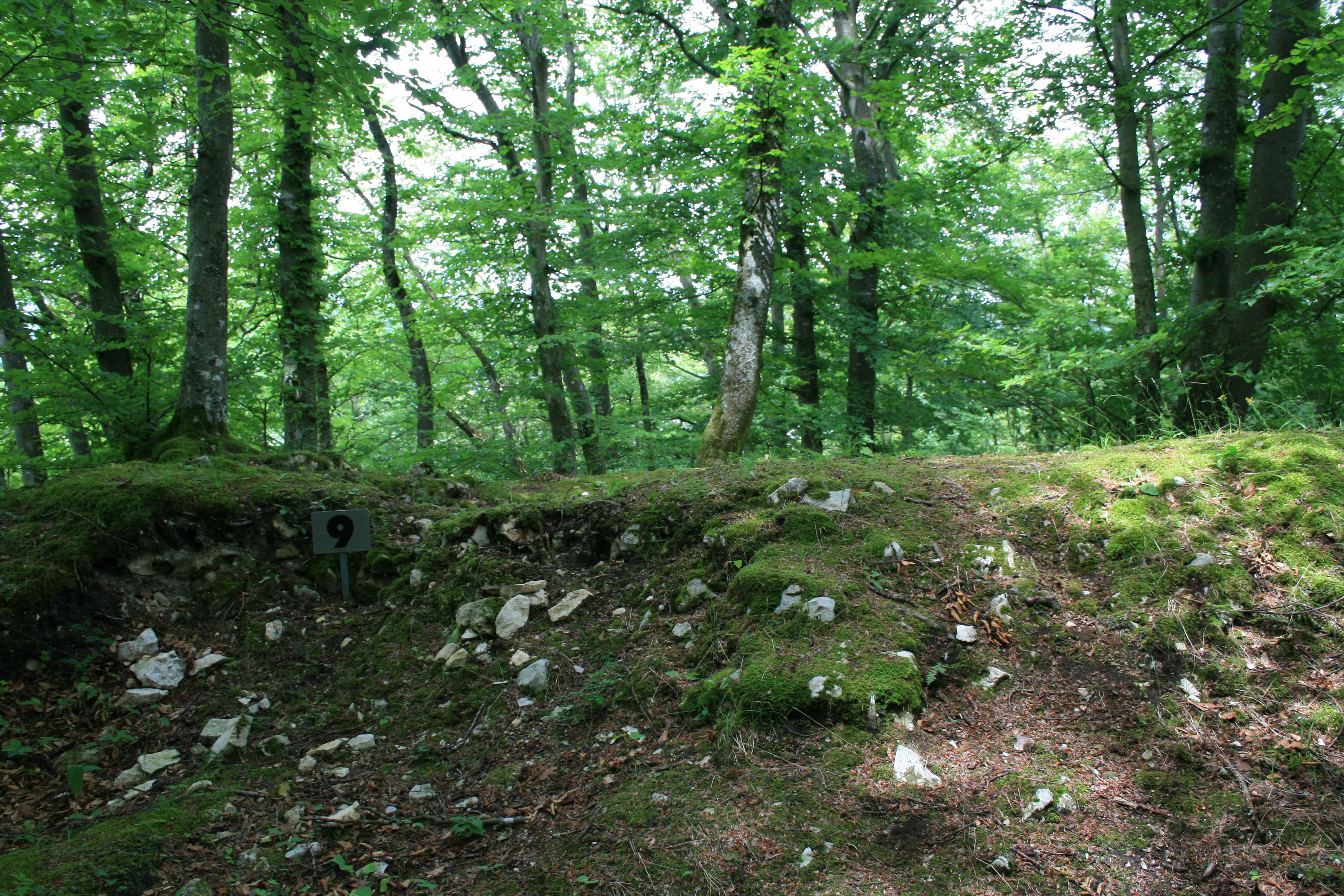
Reste des Bergfriedes der 2. Bauphase